# Silicularia undulata
Silicularia undulata is een hydroïdpoliep uit de familie Campanulariidae. De poliep komt uit het geslacht Silicularia. Silicularia undulata werd in 1914 voor het eerst wetenschappelijk beschreven door Mulder & Trebilcock. 